# Зориктуев, Борис Жамьянович
Борис Жамьянович Зориктуев — советский боксёр, чемпион и призёр чемпионатов СССР, мастер спорта СССР международного класса.

## Биография
Начал заниматься боксом в Улан-Удэ в восьмом классе. Его стал тренировать Заслуженный тренер РСФСР Александр Ринчинов. Под его руководством он стал многократный чемпионом Бурятии, победителем молодёжного первенства СССР.
В 1970 году его наставником стал И. С. Багаев. После этого он стал сначала призёром, а затем и чемпионом страны. На летних Олимпийских играх 1972 года в Мюнхене дошёл до четвертьфинала, где был снят с соревнований из-за рассечения брови.

## Спортивные результаты
- Чемпионат СССР по боксу 1970 года — ;
- Чемпионат СССР по боксу 1971 года — ;
- Чемпионат СССР по боксу 1972 года — ;
- Чемпионат СССР по боксу 1973 года — ;
- Чемпионат СССР по боксу 1974 года — ;
- Участник матчевых встреч СССР — США;
- Участник XX Летних Олимпийских игр (Мюнхен, 1972 год).

## Память
В Бурятии проводится турнир памяти Бориса Зориктуева.